# Allianz

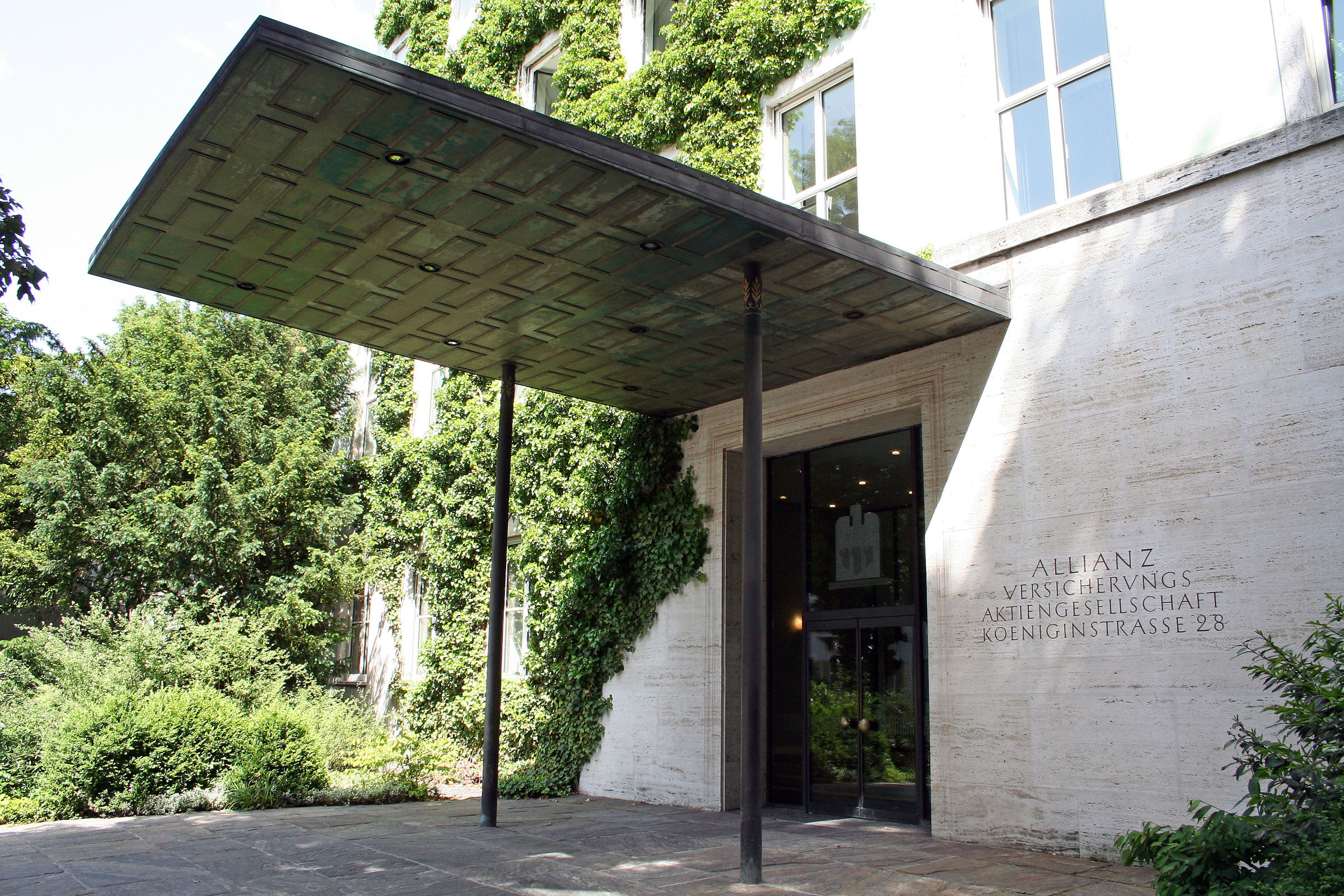
Actual oficina central d'Allianz a Múnic.

Allianz SE, és una Societas Europaea i una empresa multinacional d'origen alemany de serveis financers. La seva seu central és a Múnic. El seu negoci principal són les assegurances. L'any 2013, era la companyia d'assegurances més important del món, l'onzena companyia més gran de serveis financers i la 25a companyia del món segons la revista Forbes,
Allianz va vendre el Dresdner Bank al Commerzbank en novembre de l'any 2008.

## Història

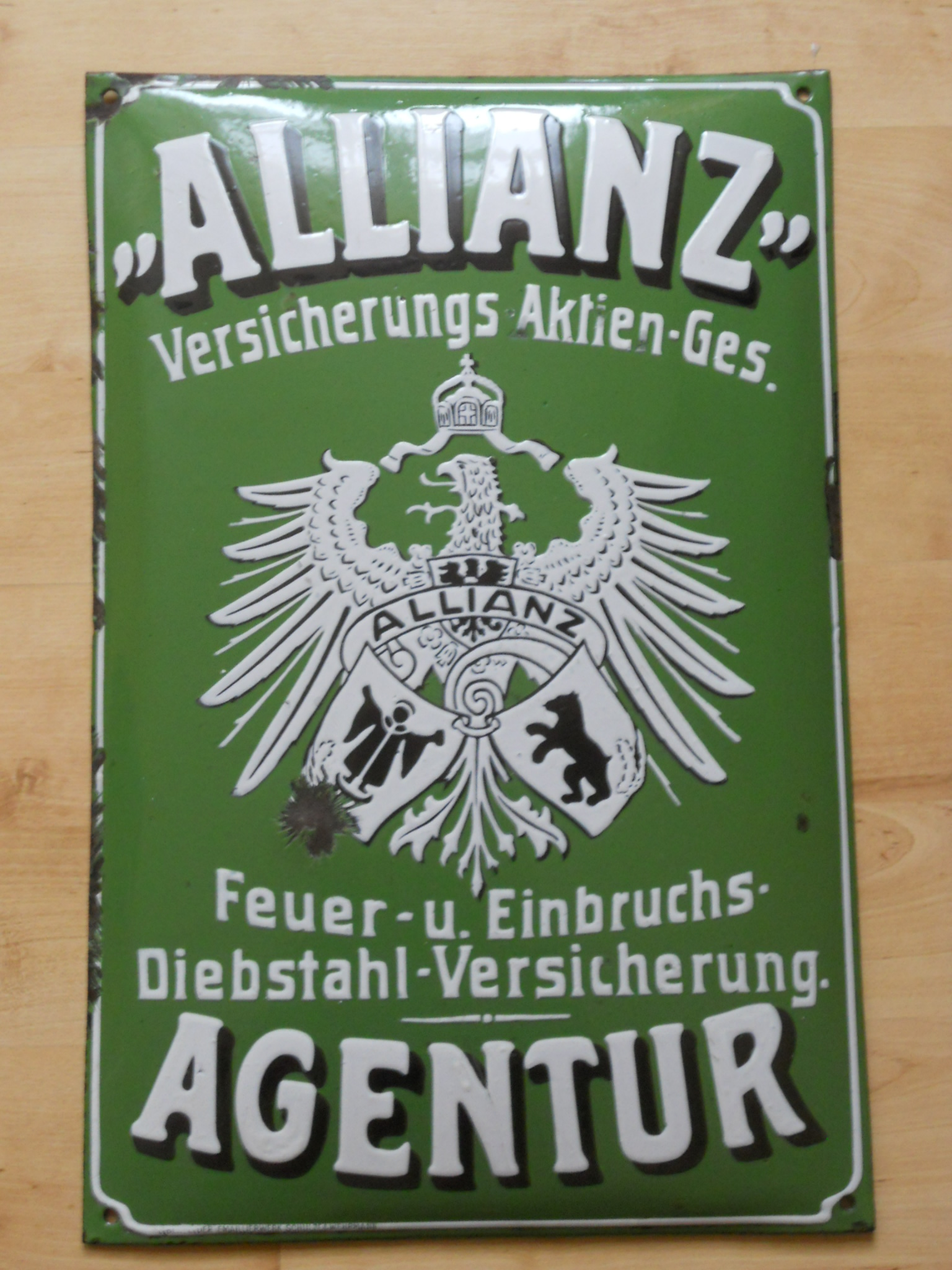
Plca antiga d'agent d'Allianz.

Allianz AG es va fundar a Berlín el 5 de febrer de 1890 per l'aleshores director de Companyia de Reassegurances Munich Reinsurance Carl von Thiemer sota el nom d'Allianz Versicherungs-Aktiengesellschaft. L'any 1893 Allianz obrí la seva primera branca internacional amb una oficina a Londres. En aquells moment distribuïen assegurances en assumptes marins.
L'any 1905 Allianz oferí assegurances contra incendis i el 1911 assegurances contra el trencament de la maquinària. A partir de 1918 també en el sector de l'automòbil. L'any 1922 oferí assegurances de vida.

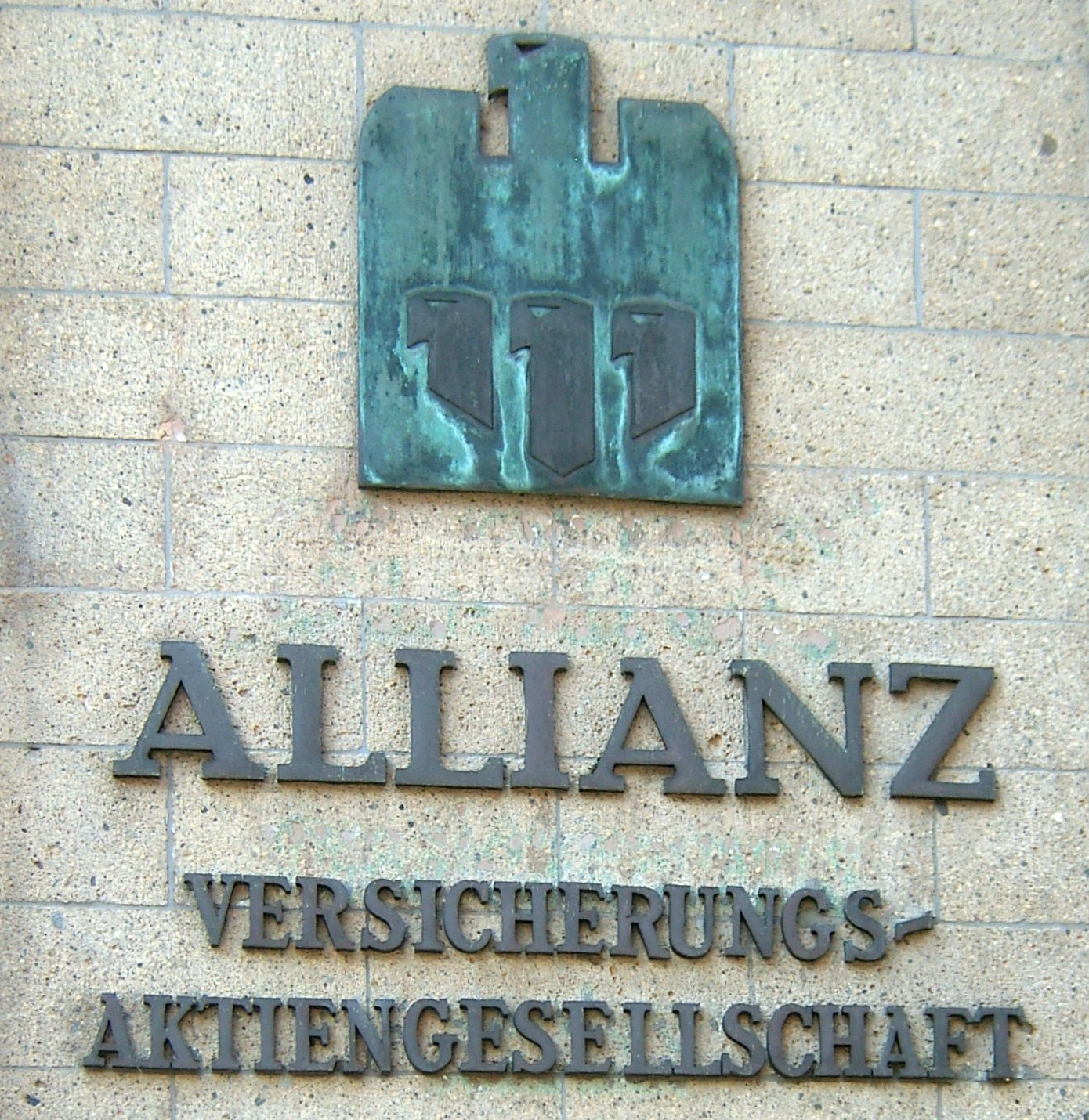
Logo original d'Allianz logo, dissenyat el 1923 per Karl Schulpig.

L'any 1927 Allianz es fusionà amb Stuttgarter Verein Versicherung AG.
Durant la Segona Guerra Mundial, la seu d'Allianz a Múnic va ser destruïda pels bombardeigs aliats. Al 2013 va ser empresa número 25 en la llista global Forbes 2000. Va tornar a tenir la seu a Múnic l'any 1949. Va tornar a obrir una oficinaa París l'any 1959.
A la dècada de 1970 Allianz s'establí al regne Unit, Països Baixos, Espanya i els Estats Units. El 1986, Allianz adquirí Cornhill Insurance PLC, Londres, i comprà Riunione Adriatica di Sicurità (RAS), Milà.
El 1990, Allianz començà la seva expansió a 8 països de l'est d'Europa. També va adquirir Fireman's Fund, dels Estats Units i Assurances Générales de France (AGF), París. També va tenir una expansió a Àsia i Austràlia.
El setembre de 2005, Allianz anuncià que es convertiria en una European Company (Societas Europaea), la conversió es va completar el 13 d'octubre de 2006.